# 78 Aquarii
78 Aquarii, som är stjärnans Flamsteed-beteckning, är en ensam stjärna belägen i den mellersta delen av stjärnbilden Vattumannen. Den har en skenbar magnitud på 6,20 och är mycket svagt synlig för blotta ögat där ljusföroreningar ej förekommer. Baserat på parallaxmätning inom Hipparcosuppdraget på ca 4,9 mas, beräknas den befinna sig på ett avstånd på ca 673 ljusår (ca 206 parsek) från solen. Den rör sig bort från solen med en heliocentrisk radialhastighet på ca 9 km/s.

## Egenskaper
78 Aquarii är en orange till röd jättestjärna av spektralklass K3 III. Den har en radie som är ca 19 gånger större än solens och utsänder från dess fotosfär ca 230 gånger mera energi än solen vid en effektiv temperatur av ca 4 400 K.